# أل برنارد
أل برنارد (بالإنجليزية: Alfred Aloysous Bernard)‏ هو مغني أمريكي، ولد في 23 نوفمبر 1888 في نيو أورلينز في الولايات المتحدة، وتوفي في 6 مارس 1949 في Saint Clare's Hospital (Manhattan) ‏ في الولايات المتحدة.

## وصلات خارجية
- أل برنارد على موقع ميوزك برينز (الإنجليزية)
- أل برنارد على موقع أول ميوزيك (الإنجليزية)
- أل برنارد على موقع ديسكوغز (الإنجليزية)